# Хартгарий
Хартга́рий (Артга́р; лат. Hartgarius, фр. Hartgar; умер 29 сентября 855) — епископ Льежа (840/841—855).

## Биография
Происхождение Хартгария достоверно не известно. Сообщение льежского историка XIV века Жана д’Отремуса о том, что родителями будущего епископа были граф Савойи и графиня Лиможа, современные историки считают недостоверным.
До своего восшествия на епископскую кафедру города Льежа Хартгарий был прево (управляющим) собора Святого Ламберта. Исторические источники называют его другом и советником императора Лотаря I, покровителем искусств и просвещения. Есть свидетельства об участии Хартгария в соборе в Ингельхайме в августе 840 года, на котором по требованию Лотаря Эббону был возвращён сан архиепископа Реймса. В этом же или в 841 году с согласия Лотаря I Хартгарий возглавил Льежскую епархию, став здесь преемником умершего епископа Пирарда.

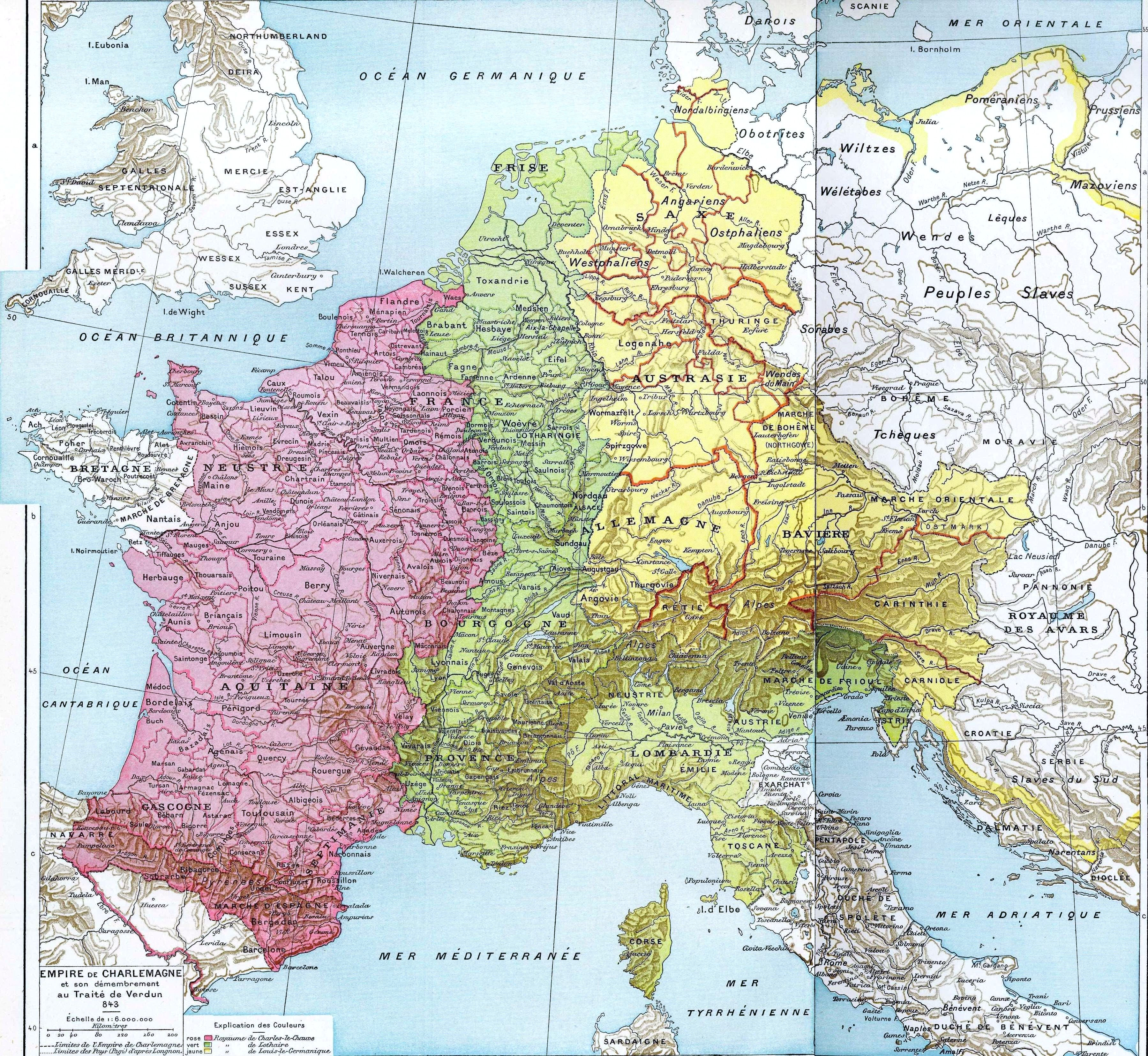
Раздел Франкской империи по Верденскому договору

После Верденского договора, заключённого в 843 году и разделившего Франкскую империю, Льежское епископство вошло в состав Срединного государства Лотаря I. В 845 году Хартгарий получил от Лотаря аббатство Ставло, отнятое у бывшего архиепископа Реймсского Эббона. При Хартгарии в этой обители, известной своим скрипторием, были написаны житие святого Ремакля (лат. Vita Remacli) и книга о совершённых им чудесах (лат. Miraculo S. Remacli).
Наибольшее количество сведений о Хартгарии сохранилось в сочинениях ирландца Седулия Скота. Этот деятель Каролингского возрождения прибыл в 848 году с посольством к королю Западно-Франкского государства Карлу II Лысому от верховного короля Ирландии Маэлсехнайлла мак Маэл Руанайда, но не стал возвращаться на родину, а по приглашению Хартгария приехал в Льеж, где возглавил школу при соборе Святого Ламберта. Управляя ею до 858 года, он сделал льежскую школу одной из самых известных школ Европы того времени. Один из самых талантливых поэтов своей эпохи, Седулий Скот в своих стихах—панегириках прославлял деяния своего покровителя, епископа Хартгария. Поэт первым из авторов дал описание епископского дворца в Льеже, богато украшенного фресками и витражами и, вероятно, построенного по приказу Хартгария. Только благодаря Седулию известно, что Хартгарий был послом императора Лотаря I к папе римскому Льву IV и, хотя о целях поездки сведений не сохранилось, Седулий Скот пишет, что свою миссию епископ Льежа выполнил успешно. Также поэт ставил в заслугу Хартгарию то, что тот говорил на трёх языках. Среди лиц, с которыми епископ вёл переписку, был граф Эбергард Фриульский.
О второй половине понтификата Хартгария известно очень немного: позднесредневековые хроники сообщают, что в 851 или 852 году епископ с льежским ополчением разбил на Рейне отряд викингов, а по свидетельству «Бертинских анналов», в феврале 854 года в Льеже состоялась встреча Лотаря I и Карла II Лысого, на которой они заключили союз против короля Восточно-Франкского государства Людовика II Немецкого.
Среди других деяний, которые предания приписывали Хартгарию — возведение церкви в селении Вервье, восстановление некоторых зданий в Льеже и строительство здесь первого каменного моста.
Епископ Хартгарий умер 29 сентября 855 года, в один день с императором Лотарем I. Новым главой Льежской епархии был избран Франкон, а аббатства Ставло — Аделард.